# 李集乡 (漯河市)
李集乡是中国河南省漯河市郾城区下辖的一个乡。

## 行政区划
李集乡下辖：后倪村、老官田村、潘付刘村、大宋村、老集村、李集村、相树张村、位李村、田庄村、三所楼郭村、东孟村、吕庄村、西孟村、大王村、渚阳寨村、陈东村、陈西村、郭东村、郭西村、密桥村、大朱村、陈刘马村。